# Setge de València (1359)
El Setge de València de 1359 fou un dels episodis de la Guerra dels dos Peres.

## Antecedents
El 1356 va esclatar la guerra dels Dos Peres entre les corones de Castella i Aragó, en la que es combinava la reclamació castellana de les comarques del Regne de Múrcia incorporades per Jaume el Just, i l'hegemonia peninsular. Pere I de Castella, coneixedor dels pactes de Pere el Cerimoniós amb Carles II de Navarra i Enric de Castella, va incomplir la Pau de Morvedre i va penetrar el 1364 pel sud del regne de València, i apoderant-se d'Alacant, Elda, Gandia i altres castells, mantenint-se només Oriola en mans de Pere el Cerimoniós.
L'any 1357 el rei de Castella va penetrar les terres d'Aragó i es va apoderar de Tarassona el 9 de març. En aquell temps va fer executar Juan Alfonso de la Cerda. A instàncies d'un cardenal llegat es va firmar el 8 de maig entre ambdós reis una treva d'un any. Pere I el Cruel va tornar a Sevilla; una vegada més va desatendre els consells del Papa, que en un breu li recomanava respecte a la seva esposa legítima i va preparar les forces que havien de continuar la lluita contra Aragó. Per proporcionar-se recursos va profanar els sepulcres d'Alfons X el Savi i de la reina Beatriu, desposseint-los de les joies de les corones.
Simone Boccanegra, que va pujar al poder de la República de Gènova després de la Guerra venecianogenovesa, es va aliar amb el Regne de Castella per atacar la Corona d'Aragó, aliada dels venecians, amb un estol de sis galeres comandades pel seu germà Egidi Boccanegra, amb els quals va prendre Guardamar el 1358.
Muhàmmad V de Gharnata, abans de ser derrocat va unir-se als castellans contra Pere el Cerimoniós, participant, l'any 1358, en la presa de Jumella, i el 1359 atacant Oriola, i amb la flota castellana, genovesa i portuguesa que va participar en la presa, per segona vegada, de Guardamar, i amb l'amenaça a la costa Pere el Cerimoniós va activar l'usatge princeps namque en defensa del territori.

## El setge
L'estol va desembarcar a la ciutat de València, defensada per Ramon Berenguer I d'Empúries, on la guarnició no va presentar batalla, i va reembarcar per combatre a les costes catalanes

## Conseqüències
Tot i l'intent de mediació de Guiu de Boulogne va ser derrotat en la Batalla naval de Barcelona i va significar el definitiu domini mediterrani dels catalans.
Pere el Cerimoniós, en veure que la seva frontera sud estava en perill, va enviar a diverses companyies a cavall dirigit per Pere de Xèrica per defensar Oriola, Crevillent i Elx, i va dotar totes les fortaleses de municions i materials suficients.
Velència fou atacada de nou en el decurs de la guerra en els anys 1363 i 1364, ambdós amb victòria del Cerimoniós.